# Thai Smile
Thai Smile Air (tiếng Thái: การบินไทย ส มา ย ล์) là một hãng hàng không tại Thái Lan, được điều hành bởi Thai Airways International (THAI), bắt đầu hoạt động vào tháng 7 năm 2012.
Ngày 20 tháng năm 2011, hội đồng quản trị Thai Airways công bố kế hoạch lập một hãng hàng không chi phí thấp mới, đồng thời đặt tên là Thai Wing. Việc thành lậo hàng không đã được công bố bởi Ampon Kittiampon, Chủ tịch hội đồng quản trị của Thái Lan vào ngày 19 tháng 8 năm 2011. Theo kế hoạch hãng bắt đầu hoạt động vào tháng 7 năm 2012. Theo Ampon, Thai Smile là nhằm phục vụ cho thị trường khoảng cách giữa các hãng hàng không giá thấp và các hãng hàng không dịch vụ đầy đủ. Tên gọi Nụ cười Thái đã được lựa chọn từ một trong số 2.229 mục trong một cuộc thi đặt tên cho hãng hàng không.
- Hãng đã ngừng hoạt động ngày 31 tháng 12 năm 2023 ( tái sáp nhập vào Thai Airways International  )